# Zestusa
Zestusa este un gen de fluturi din familia Hesperiidae. 

## Specii
- Zestusa dorus (Edwards, 1882)
- Zestusa elwesi (Godman & Salvin, 1893)
- Zestusa levona (Steinhauser, 1972)
- Zestusa staudingeri (Mabille, 1888)